# Montse Watkins
Montse Watkins (Barcelona, 27 de agosto de 1955 - Kamakura, 25 de noviembre de 2000) fue una traductora, escritora de ficción, ensayista, editora y periodista española que vivió en Japón desde 1985 hasta su fallecimiento en 2000 y desplegó en este país la mayor parte de sus actividades. Es conocida en particular como pionera en la traducción al español de obras de Kenji Miyazawa y otros muchos autores japoneses y por sus estudios sobre la situación de los trabajadores latinoamericanos residentes en Japón.

## Biografía
Montse Watkins Pedra nació en el barrio de la Salud (distrito de Gracia, Barcelona) el 27 de agosto de 1955, hija de Esteban Watkins Lafuente y María Teresa Pedra Gil. Su padre fue vicesecretario general de la Federación Catalana de Fútbol durante 38 años y su madre se dedicó al hogar. El matrimonio tuvo otra hija, Maite, dos años menor que Montse. La familia se trasladó al barrio de Horta (Barcelona) cuando Montse tenía tres años.
Watkins estudió en el colegio de Religiosas Dominicas de la Anunciata, en el barrio de Horta, donde demostró una inteligencia viva y facilidad para los idiomas.
Posteriormente cursó estudios de Ingeniería Agrónoma en la Escuela Industrial de Barcelona y de filología durante un año (1984).
En marzo de 1985, Watkins viajó a Japón, donde fue corresponsal de la Agencia EFE y del periódico catalán Avui, diario al que siguió enviando colaboraciones a lo largo de toda su vida. Vine a la aventura, con la imagen del Japón que sale en las películas de Yasujirō Ozu, una imagen refinada, explicó en una entrevista publicada en 1999. Permanecería en Japón hasta su muerte, sin haber regresado ninguna vez a España.
Durante tres años, cursó estudios de idioma japonés en el prestigioso Saint Joseph’s Institute of Japanese Studies de Roppongi (Tokio), regentado por los franciscanos, mientras vivía en un apartamento del municipio de Itabashi, también en la capital. Fue durante esta primera época de estudios en Tokio cuando comenzó a traducir al escritor y poeta Kenji Miyazawa (1896-1933), en concreto su obra Ginga tetsudō no yoru, que publicaría en 1994 bajo el título de Tren nocturno de la Vía Láctea en la editorial Luna Books por ello fundada en Japón.
Fue la primera traductora y editora a la vez de literatura japonesa así como pionera en Japón de la traducción directamente del original japonés. En 1988 pasó a formar parte de la plantilla de la delegación en Tokio de la agencia de noticias española EFE donde permaneció siete años, hasta 1995. A partir de entonces fue corresponsal del diario catalán Avui, diario al que continuó enviando colaboraciones a lo largo de su vida. También fue colaboradora del diario El Mundo.
En 1991 conoció al que sería su pareja sentimental hasta su muerte, el brasileño de origen japonés Tomi Okiyama, miembro del Comité de Apoyo a los Trabajadores Latinoamericanos. Este encuentro marcó un punto de inflexión en la vida de Watkins, ya que, junto al interés por Japón, su lengua y su cultura, comenzó a desarrollar también un interés por la situación de los trabajadores latinoamericanos, mayoritariamente de origen japonés, conocidos como nikkeis, que se establecieron en Japón principalmente a partir de 1989, a raíz de un cambio en la política migratoria nipona. Watkins escribiría dos importantes monografías sobre la llegada y presencia de los latinoamericanos en Japón siendo también pionera en este campo de investigación. En 1994 fundó la editorial Luna Books, en la que fue publicando traducciones propias y realizadas por otros especialistas, ensayos periodísticos y obras de ficción, para lo cual contó, en algunos casos, con el patrocinio de The Japan Foundation.
En octubre de 1995 comenzó a escribir la columna Octavo día para el semanario japonés International Press en español, un periódico fundado en 1994 y dirigido a las comunidades latinoamericanas. Posteriormente, Octavo día daría paso a A vista de pájaro. Esta relación de colaboración se mantuvo ininterrumpida hasta octubre de 2000, un mes antes de su fallecimiento, que se produjo por cáncer en un hospital de Kamakura. 
También publicó reportajes de reportajes y artículos de opinión en otras publicaciones japonesas en lengua española, como las revistas Diálogos, Musashi y Kyodai.
Su vida está siendo recogida en un libro y llevada a la pantalla por la periodista y documentalista Chelo Álvarez-Stehle, una iniciativa impulsada por la investigadora Elena Gallego Andrada, en el proyecto documental "Montse Watkins: Cuentos de Kamakura".

## Obras
Desde la creación de la editorial Luna Books, Watkins desarrolló una intensa actividad en Japón como autora, traductora y editora. Publicó dos ensayos periodísticos sobre los latinoamericanos en Japón, dos colecciones de relatos, una recopilación de leyendas tradicionales y 11 traducciones literarias. Además, fue co-traductora, junto a Elena Gallego Andrada de una obra del autor Kenji Miyazawa, de la cual publicó editó otras dos traducciones y una colectánea de autores latinos.

### Obras de ficción escritas por Watkins
- El portal rojo: Tres historias cortas ambientadas en Japón. Editorial Gendaikikakushitsu / Luna Books, 1994. ISBN 4-7738-9413-X. En portugués fue publicado como O portal vermelho por la misma editorial. En japonés fue publicado por la editorial Kawade Shobo como Gekko monogatari [Cuentos a la luz de la luna] en 1996, traducido por Takashi Nakada. ISBN 4-309-20262-4
- Las gafas rotas: pequeña sátira de la vida en el Japón moderno (1996). Novela corta. Editorial Gendaikikakushitsu / Luna Books, 1994. ISBN 4-7738-9602-7. Publicada en portugués como Oculos quebrados. Pequena sátira da vida no Japão moderno y en japonés como ひびわれた眼鏡 Hibiwareta megane por la misma editorial.
- Leyendas de Kamakura: Colección de leyendas en las que los protagonistas con samuráis, monjes y animales mágicos. Gendaikikakushitsu Publishers/Luna Books, 1998. ISBN 4-7738-9805-4

### Obras de no ficción escritas por Watkins
- Pasajeros de un sueño: Emigrantes latinoamericanos en Japón. Amplio reportaje periodístico sobre la llegada y asentamiento de los trabajadores latinoamericanos en Japón. También en portugués y japonés. Editorial Gendaikikakushitsu, 1995.  ISBN 4-88202-286-9
- ¿El fin del sueño?: Latinoamericanos en Japón. Reportaje periodístico sobre la llegada y asentamiento de los trabajadores latinoamericanos en Japón. También en portugués y japonés. Editorial Gendaikikakushitsu, 1999.  ISBN 4-7738-9910-7

### Obras de no ficción editadas por Watkins
- Encuentro: Colección de historias por autores latinoamericanos residentes en Japón. Gendaikikakushitsu Publishers/Luna Books, 1997. ISBN 7738-9720-1

## Traducciones directas del japonés de Montse Watkins
- Tren nocturno de la Vía Láctea (Ginga tetsudō no yoru), de Kenji Miyazawa. Contiene otros dos relatos del autor. 1994. ISBN4: 7738-9609-4
- El dragón Colección de relatos de Ryūnosuke Akutagawa. 1995. ISBN4: 7738-9506-3
- Historias mágicas Colección de 10 relatos y un poema de Kenji Miyazawa. 1996. ISBN4: 7738-9610-8
- Soy un gato (Wa-ga-hai wa neko de aru), selección de capítulos, de Natsume Sōseki. 1996. ISBN4: 7738-9519-5
- Historias misteriosas Colección de relatos de Koizumi Yakumo (Lafcadio Hearn). 1996. ISBN4: 7738-9612-4
- El precepto roto (Hakai), de Shimazaki Tōson. 1997. ISBN4: 7738-9710-4
- La linterna de peonía y otras historias misteriosas. Colección de relatos de Koizumi Yakumo (Lafcadio Hearn). 1998. ISBN4: 7738-9801-1
- El ocaso (Shayō), de Osamu Dazai. 1999. ISBN4: 7738-9809-7
- Indigno de ser humano (Ningen shikkaku), de Osamu Dazai. 1999. ISBN4: 7738-9902-6
- El mesón con muchos pedidos (Chūmon no ooi ryōriten), de Kenji Miyazawa. Cotraductora junto a Elena Gallego Andrada. 2000. ISBN4: 7738-0004-6
- Almohada de hierba (Kusamakura), de Natsume Sōseki. La traducción inconclusa. Tras el fallecimiento de Watkins, la traducción fue completada por Shigeko Suzuki, 2005. ISNB4: 7738-0413-0

## Otras obras publicadas en su editorial Luna Books
- Botchan, de Natsume Sōseki. Traducción de Fernando Rodríguez Izquierdo. 1997. ISBN4-7738-9714-7
- Amistad (Yujo), de Saneatsu Mushanokoji. Traducción de Elena Gallego Andrada y Fernando Rodríguez Izquierdo. 1998. ISBN4-7738-9804-6
- El barco del río Takasi (Takasebune), de Ogai Mori. Traducción de Elena Gallego Andrada. 2000. ISBN4-7738-9919-0